# Campionato del mondo di arrampicata 2012
Il Campionato del mondo di arrampicata 2012 si è tenuto dal 12 al 16 settembre 2012 a Parigi.
Il campionato si è disputato nel 2012 e non nel 2013 come avrebbe dovuto, perché il 21 novembre 2009 durante un meeting organizzativo a Barcellona la IFSC ha deciso di spostare il Campionato del mondo dagli anni dispari a quelli pari a partire dall'edizione 2012. Questa decisione è stata presa per evitare che i Giochi mondiali e i Campionati del mondo avvenissero nello stesso anno, facilitando così sia la federazione che gli atleti.

## Specialità lead

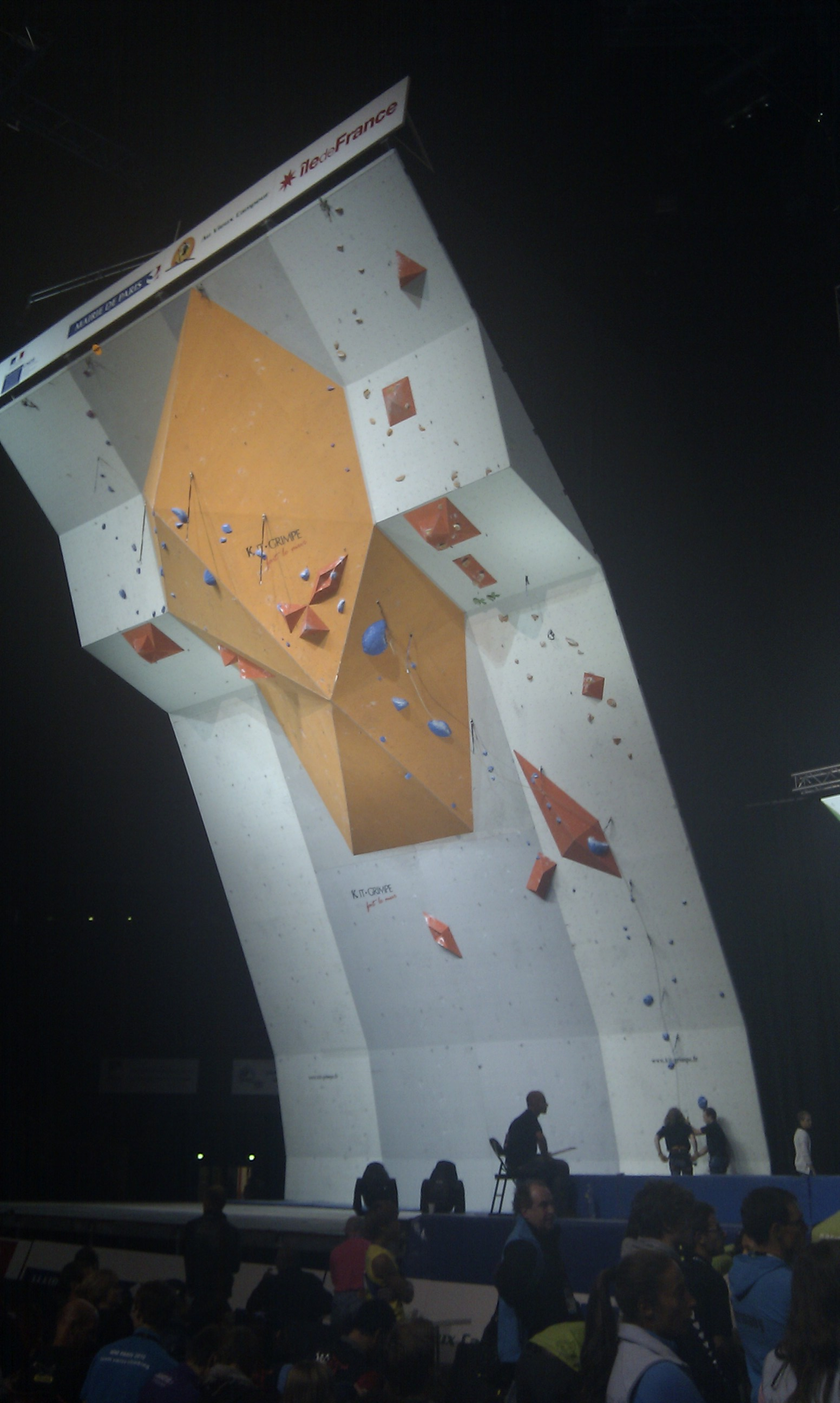
Il muro d'arrampicata su cui si sono svolte le prove della disciplina lead

### Uomini
| Pos. | Atleta                   | Paese         |
| ---- | ------------------------ | ------------- |
|      | Jakob Schubert           | Austria       |
|      | Sean McColl              | Canada        |
|      | Adam Ondra               | Rep. Ceca     |
| 4    | Ramón Julián Puigblanque | Spagna        |
| 5    | Jorg Verhoeven           | Paesi Bassi   |
| 6    | Romain Desgranges        | Francia       |
| 7    | Sachi Amma               | Giappone      |
| 8    | Hyunbin Min              | Corea del Sud |
| 9    | Magnus Midtboe           | Norvegia      |
| 10   | Manuel Romain            | Francia       |
| 10   | Akito Matsushima         | Giappone      |

### Donne
| Pos. | Atleta            | Paese         |
| ---- | ----------------- | ------------- |
|      | Angela Eiter      | Austria       |
|      | Jain Kim          | Corea del Sud |
|      | Johanna Ernst     | Austria       |
| 4    | Momoka Oda        | Giappone      |
| 5    | Charlotte Durif   | Francia       |
| 6    | Matilda Söderlund | Svezia        |
| 7    | Hélène Janicot    | Francia       |
| 8    | Evgenia Malamid   | Russia        |
| 9    | Christine Schranz | Austria       |
| 9    | Barbara Bacher    | Austria       |

## Specialità boulder

### Uomini
| Pos. | Atleta                   | Paese    |
| ---- | ------------------------ | -------- |
|      | Dmitrij Šarafutdinov     | Russia   |
|      | Kilian Fischhuber        | Austria  |
|      | Rustam Gel'manov         | Russia   |
| 4    | Sean McColl              | Canada   |
| 5    | Jan Hojer                | Germania |
| 6    | Rei Sugimoto             | Giappone |
| 7    | Guillaume Glairon Mondet | Francia  |
| 8    | Viktor Kozlov            | Russia   |
| 9    | Arman Ter-Minasjan       | Russia   |
| 10   | Mauricio Huerta          | Messico  |

### Donne
| Pos. | Atleta          | Paese         |
| ---- | --------------- | ------------- |
|      | Mélanie Sandoz  | Francia       |
|      | Ol'ga Jakovleva | Russia        |
|      | Anna Stöhr      | Austria       |
| 4    | Cecile Avezou   | Francia       |
| 5    | Jain Kim        | Corea del Sud |
| 6    | Akiyo Noguchi   | Giappone      |
| 7    | Petra Klingler  | Svizzera      |
| 8    | Barbara Bacher  | Austria       |
| 9    | Alex Puccio     | Stati Uniti   |
| 10   | Juliane Wurm    | Germania      |

## Specialità speed

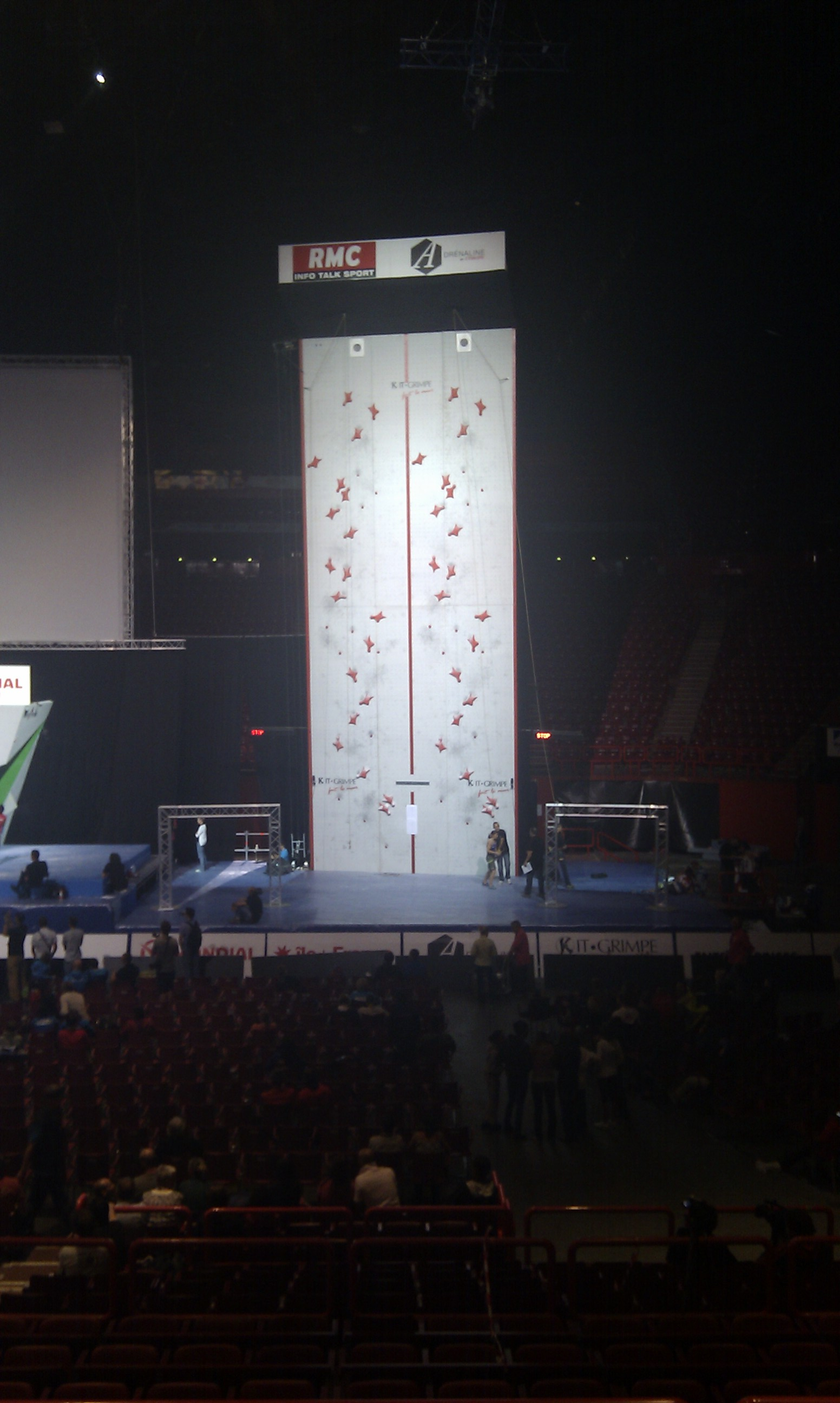
Il muro d'arrampicata su cui si sono svolte le prove della disciplina velocità

### Uomini
| Pos. | Atleta                | Paese     |
| ---- | --------------------- | --------- |
|      | Qixin Zhong           | Cina      |
|      | Libor Hroza           | Rep. Ceca |
|      | Dmitrij Timofeev      | Russia    |
| 4    | Sergej Sinicyn        | Russia    |
| 5    | Jaroslav Hontaryk     | Ucraina   |
| 6    | Evgenij Vajcechovskij | Russia    |
| 7    | Arsenij Ševčenko      | Russia    |
| 8    | Daniïl Boldyrjev      | Ucraina   |
| 9    | Łukasz Świrk          | Polonia   |
| 10   | Leonardo Gontero      | Italia    |

### Donne
| Pos. | Atleta               | Paese   |
| ---- | -------------------- | ------- |
|      | Julija Levočkina     | Russia  |
|      | Julija Kaplina       | Russia  |
|      | Natal'ja Titova      | Russia  |
| 4    | Ksenija Polechina    | Russia  |
| 5    | Edyta Ropek          | Polonia |
| 6    | Alina Gajdamakina    | Russia  |
| 7    | Esther Bruckner      | Francia |
| 8    | Aleksandra Rudzińska | Polonia |
| 9    | Anouck Jaubert       | Francia |
| 10   | Monika Prokopiuk     | Polonia |